# The Tatum Group Masterpieces Vol. 6

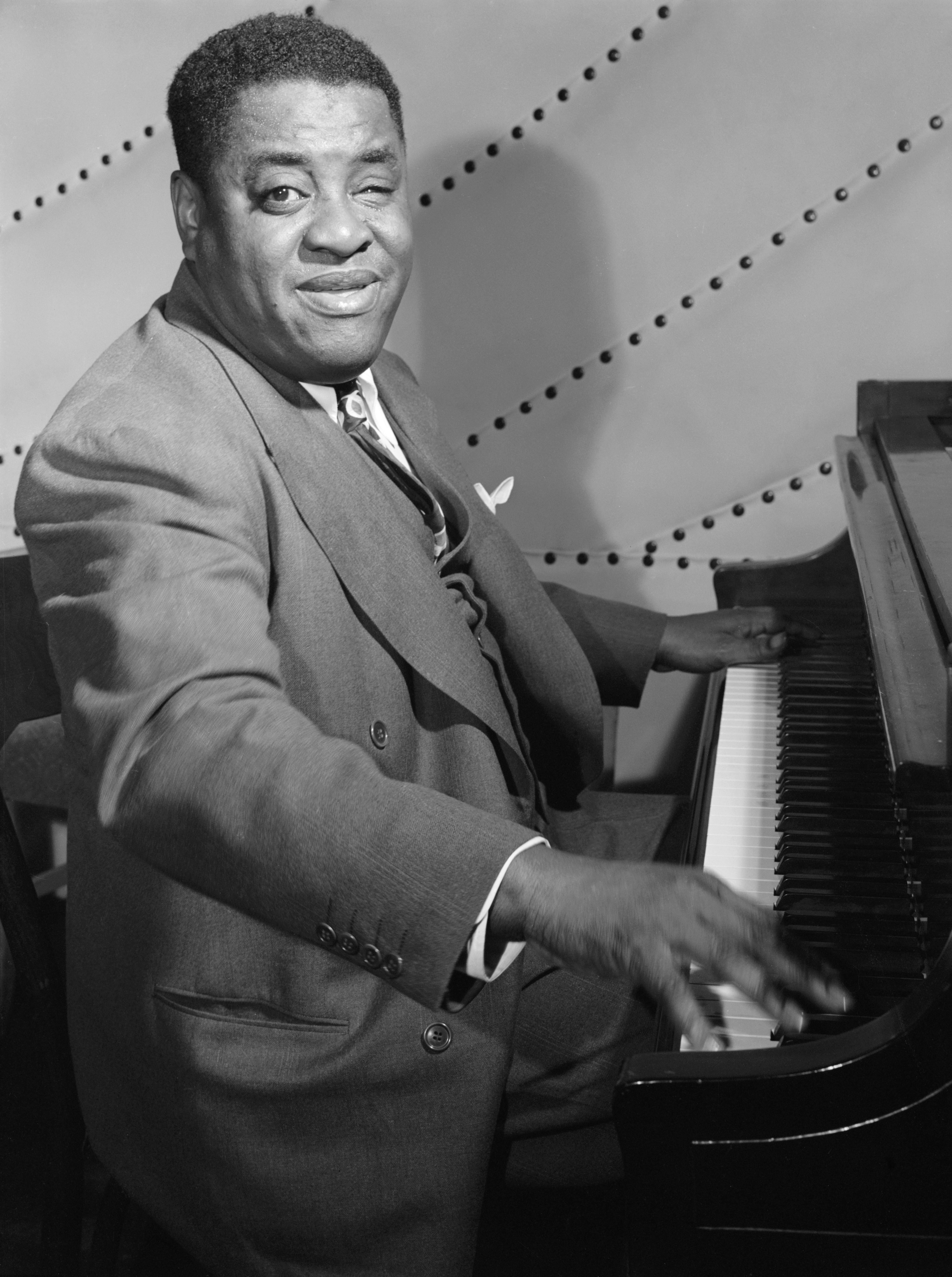
Art Tatum, Vogue Room, NYC, 1948.
Fotografie von William P. Gottlieb.

The Tatum Group Masterpieces Vol. 6 ist ein Jazz-Album von Art Tatum, aufgenommen in Los Angeles am 27. Januar 1956. Unter dem heutigen Titel veröffentlicht wurde es 1990 auf Pablo Records.

## Das Album
In den drei Jahren vor seinem Tod hatte der legendäre Swing-Pianist Gelegenheit, nach den Marathon-Sitzungen seiner Solo-Einspielungen (veröffentlicht als The Art Tatum Solo Masterpieces, Vols. 1-7) in acht verschiedenen Combo-Besetzungen Material für Norman Granz aufzunehmen, das später in den 1970er Jahren auf dessen Label Pablo Records erschienen ist.
Dabei spielte Tatum mit Swing-Veteranen wie Benny Carter und Louie Bellson (Vol. 1, 1954), mit Roy Eldridge, Alvin Stoller (Vol. 2, 1955), mit Buddy Rich und Lionel Hampton (Vols. 3 & 4, 1955) sowie in erweiterter Besetzung im September 1955 erneut mit Hampton, Rich sowie Harry „Sweets“ Edison, Barney Kessel und dem Bassisten Red Callender. Dieser wirkte dann auch an der folgenden Session in Trio-Besetzung mit, die im Januar 1956 stattfand; Schlagzeuger war diesmal Jo Jones. Die drei Musiker spielten ein Repertoire von Jazzstandards aus dem Great American Songbook wie die Cole-Porter-Nummern „Love for Sale“ und „Just One of Those Things“, Arthur Herzogs „Some Other Spring“ oder „Isn't It Romantic“ von Rodgers und Hart, ergänzt um eine Eigenkomposition Tatums, den „Trio Blues“.
In den letzten Jahren seines Lebens spielte Art Tatum vorwiegend in der Trio-Besetzung und schloss damit formal an seine legendären Trios der 1940er Jahre mit Tiny Grimes und Slam Stewart bzw. mit Everett Barksdale an. Im Gegensatz zu seinem Trio 1956 hatten die Mitspieler in den früheren Formationen mehr künstlerische Freiheiten; bei der Band von Tatum, Stewart und Grimes stand das Piano nicht im Vordergrund; bedeutend war das harmonische und melodische Wechselspiel zwischen Tatum und Grimes. Der Kritiker Benny Green schrieb in den Liner Notes, dass die Tatum-Callender-Jones-Band künstlerisch zwischen dem Stewart-Grimes-Trio und Art Tatums Solo-Projekten stehe; der Pianist spiele seine Solo-Improvisationen mit einer ihm dienenden Rhythmusgruppe hinter ihm; Tatum dominierte so das musikalische Geschehen.
Im Februar entstand noch eine weitere Trio-Session mit Red Callender und diesmal mit dem Schlagzeuger Bill Douglass; im Herbst traf er mit diesem Trio noch einmal auf Ben Webster. Es wurden Tatums letzte Aufnahmen; am 5. November 1956 starb der Pianist.

## Bewertung des Albums
Benny Green berichtet in den Liner Notes von den zeitgenössischen Kontroversen um Tatums Stil; sein Pianospiel sei kein „sauberer Jazz“, beim aktuellen Album wurde vor allem seine Eigenkomposition „Trio Blues“ angefeindet; ein damaliger Kritiker schrieb von „einer gerissenen Parodie des Blues“. Richard Cook und Brian Morton bewerteten die Trio-Aufnahmen Tatums im Penguin Guide to Jazz mit der Höchstnote von vier Sternen und zählen sie zu den Höhepunkten in der von Norman Granz produzierten Serie der Gruppen-Einspielungen des Pianisten in wechselnden Besetzungen.

## Die Titel

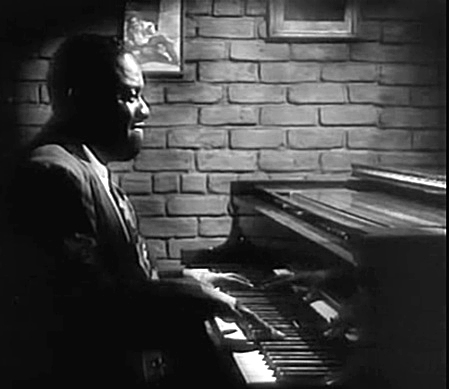
Art Tatum

- Art Tatum Trio – The Tatum Group Masterpieces Vol. 6 (Pablo)

1. Just One of Those Things (Cole Porter) 7:10
2. More Than You Know (Vincent Youmans – Eliscu – Rose) 3:34
3. Some Other Spring (Arthur Herzog Jr.) 4:43
4. If (Hargreaves – Evans – Damerell) 3:29
5. Blue Lou (Sampson – Mills) 3:01
6. Love for Sale (Porter) 5:28
7. Isn't It Romantic (Rodgers-Hart) 3:51
8. I'll Never Be the Same (Matty Malneck – Frank Signorelli – Gus Kahn) 4:50
9. I Guess I'll Have to Change My Plans (Arthur Schwartz – Howard Dietz) 3:36
10. Trio Blues (Art Tatum) 4:59

## Editorische Hinweise
Die Session erschien zunächst bei Verve, nachdem die Original-LP vergriffen war, erwarb Granz dann 1971 die Rechte an den Master-Bändern und veröffentlichte die Aufnahmen auf dem in den 1970er Jahren neu gegründeten Label Pablo Records unter dem Titel Art Tatum-Red Callender-Jo Jones (Pablo 2310-735). 1990 erfolgte die Wiederveröffentlichung als CD innerhalb einer Serie von acht Aufnahme-Session der Reihe Group Masterpieces. Die einzelnen Alben der von Norman Granz von 1954 bis August 1956 aufgenommenen Reihe wurden unter dem Titel Art Tatum – The Complete Pablo Group Masterpieces (6PACD-4401-2) als 6-CD-Set veröffentlicht.